# Creu de terme del Pujol de Planès
La Creu de terme del Pujol de Planès és una creu de terme de Montmajor (Berguedà) situada al costat del camí ral de Berga a Cardona, al seu pas pel Pujol de Planès, prop de l'església de Sant Esteve del Pujol de Planès.
És una creu de ferro situada sobre un peu de ciment quadrat format per dos cossos superposats. La creu té forma de creu de malta amb els extrems rectes i els braços de la mateixa longitud. Té inserit al centre un cercle del que surten quatre raigs de ferro alternats amb els braços de la creu. No té cap inscripció. Senyala un lloc sagrat.